# Agrochola pistacinoides
Agrochola pistacinoides là một loài bướm đêm trong họ Noctuidae.